# 尖端科技軍事雜誌
《尖端科技軍事雜誌》（英文：Defense Technology Monthly，略稱DTM）是台灣第一本軍事題材的專業雜誌，總編輯是早期出版過《戰翼》和《世界軍用機》兩本軍用機書籍的畢雲皓先生。
目前，该軍事杂志以月刊、特刊與網路媒體（包括電子書）形式發行，亦提供付費會員軍事資料庫與軍事圖庫檢索下載，除了台灣以外，《尖端科技》也可以在香港、中國大陸、東南亞、美洲等地區購買或者是訂閱。ISSN 0258-2341

## 历史
《尖端科技軍事雜誌》於1984年1月創刊，最初以雙月刊的方式發行，雜誌為騎馬釘裝訂，封面採用高磅銅板紙彩色印刷，內容方面彩色與黑白印刷兼有，稍後出版時間調整為每45天出版一期，后来才成為現在的月刊，1995年榮獲行政院新聞局金鼎獎和中華民國教育部最佳優良刊物獎。之後，因應網路時代的來臨，傳統出版業面對時代潮流的衝擊，《尖端科技軍事雜誌》也從傳統紙本雜誌轉型為網路媒體（電子版）及軍事專業特刊來發行，例如2018年9月發行第392期全文約13萬字、收錄300張照片的《戰車部署》、2020年1月出版393期全文達17萬字、共300多頁的《戰車部署2020》，以及鑒於俄烏戰爭爆發後，在戰火下生存不易且困守家園的老弱婦孺的影響，在2023年2月出版首次設計方便隨身攜帶的小開本、共300多幅漫畫的《戰爭來了 怎麼活下去!?》軍事特刊。

## 特点
《尖端科技》從發行初期就陸續和一些國外的作家簽有合約，能夠使用他們的文章或者是照片，其中包括法國戰地記者狄貝龍（前比利時職業軍人，曾赴伊拉克、高加索、利比亞、阿富汗、巴爾幹半島、敘利亞等戰地採訪，後於敘利亞內戰的阿勒颇战役殉職）。《尖端科技》主要以報導各國武器裝備、國防軍事發展、世界軍事新聞，以及國軍近況為主，除了與世界各大軍火廠商及軍事新聞單位進行聯絡外，並有10餘名世界各地的軍事新聞特派員，負責當地的軍聞採訪與收集，因此在報導國軍相關動態新聞上的頻率較高。其影响力使得大陆出现了仿冒刊名：《国际展望》每月两刊的副标题分别是《尖端科技报道》和《全球热点追踪》。

## 其他軍事相關雜誌
- 《國防譯粹》
- 《全球防衛雜誌》

## 外部連結
- 尖端科技軍事雜誌
- 尖端科技軍事雜誌的Facebook專頁
- 尖端軍事資料庫的Facebook專頁
- YouTube上的尖端科技軍事雜誌社頻道